# Lenapah (Oklahoma)
Lenapah es un pueblo ubicado en el condado de Nowata en el estado estadounidense de Oklahoma. En el año 2010 tenía una población de 293 habitantes y una densidad poblacional de 293 personas por km².

## Geografía
Lenapah se encuentra ubicado en las coordenadas 36°51′6″N 95°38′12″O / 36.85167, -95.63667 (36.851617, -95.636572).

## Demografía
Según la Oficina del Censo en 2000 los ingresos medios por hogar en la localidad eran de $29,688 y los ingresos medios por familia eran $35,357. Los hombres tenían unos ingresos medios de $31,250 frente a los $22,000 para las mujeres. La renta per cápita para la localidad era de $14,087. Alrededor del 17.3% de la población estaban por debajo del umbral de pobreza.